# Estación de La Fuente de San Esteban-Boadilla
La Fuente de San Esteban-Boadilla es una estación ferroviaria situada en el municipio español de La Fuente de San Esteban, en la provincia de Salamanca, comunidad autónoma de Castilla y León. No dispone de servicios de pasajeros, aunque es utilizada como apartadero para el cruce de trenes. 
Históricamente, La Fuente de San Esteban-Boadilla constituyó un nudo ferroviario de cierta importancia, donde confluían las líneas Salamanca-Vilar Formoso y La Fuente de San Esteban-Barca de Alba, ambas de carácter internacional. Debido a ello, llegó a tener un tráfico ferroviario considerable de pasajeros y mercancías, contando también con unas instalaciones de cierto calado. La clausura de la línea a Barca de Alba, en 1985, supuso que la estación perdiera importancia.  

## Situación ferroviaria
La estación se encuentra situada en el punto kilométrico 58,1 de la línea férrea de ancho ibérico Medina del Campo-Vilar Formoso, a 776 metros de altitud sobre el nivel del mar. El kilometraje se corresponde con el trazado histórico del ferrocarril Salamanca-Vilar Formoso.
También constituía la cabecera de la línea La Fuente de San Esteban-Barca de Alba, actualmente clausurada.

## Historia

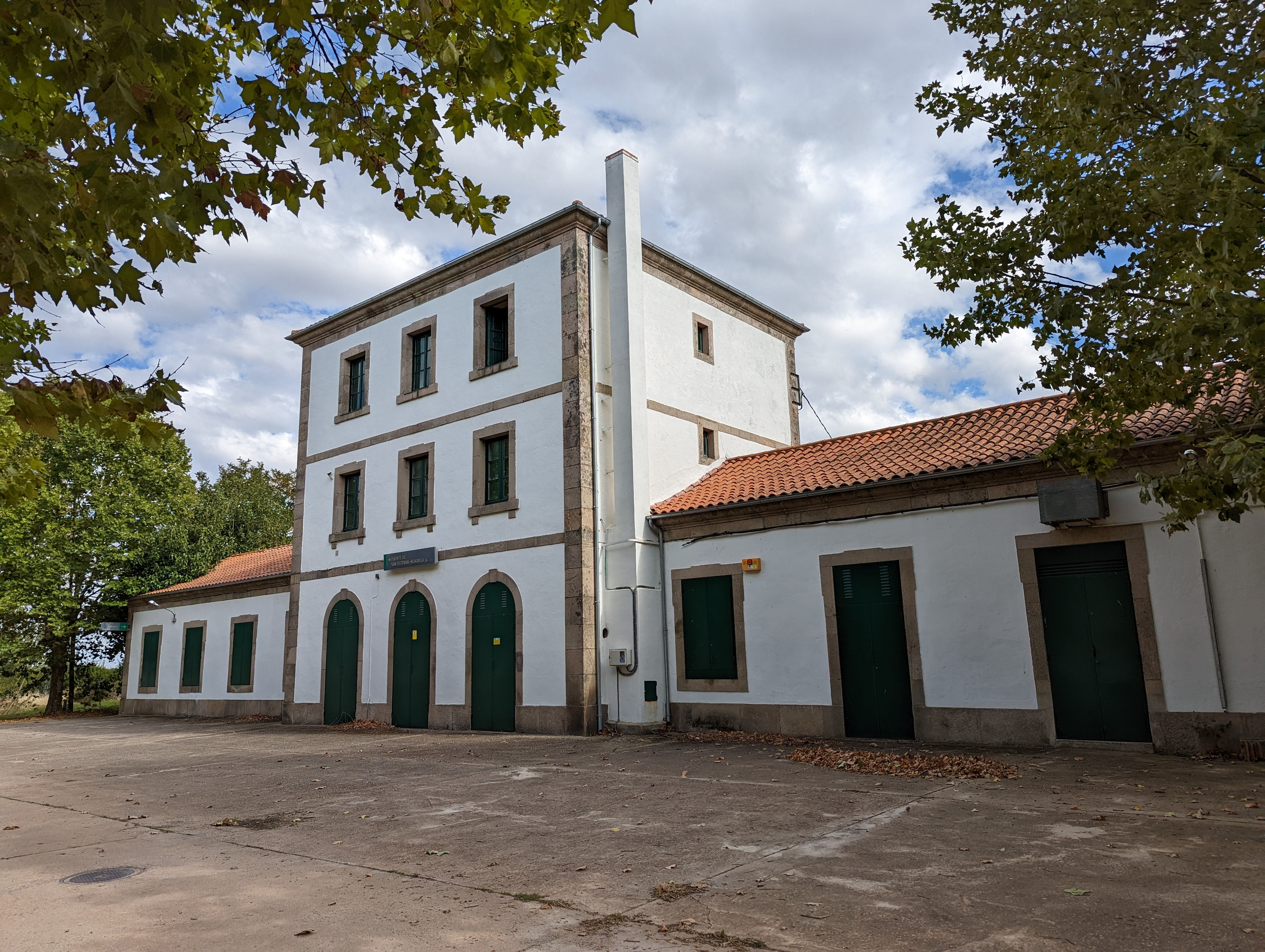
Vista exterior del edificio de viajeros

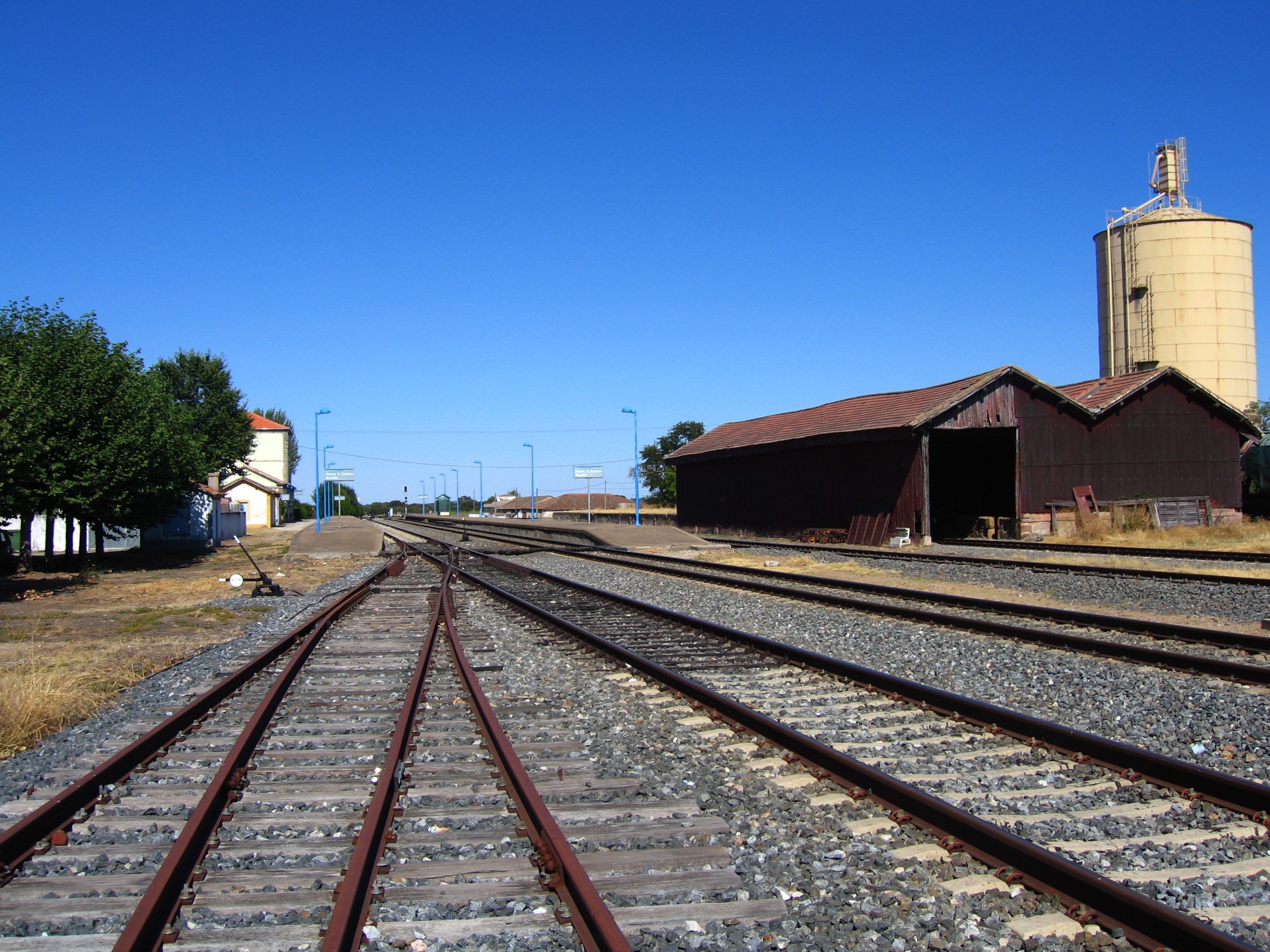
Vista en 2008

La estación fue abierta al tráfico el 25 de mayo de 1886 con la apertura del tramo Salamanca-Vilar Formoso de la línea que pretendía unir Salamanca con la frontera con Portugal. Su construcción fue obra de la Compañía del Ferrocarril de Salamanca a la frontera de Portugal, empresa que se constituyó con el fin de prolongar el ferrocarril desde Salamanca hasta enlazarlo con los ferrocarriles portugueses en Barca de Alba al norte, y Vilar Formoso, al sur. La línea entre La Fuente de San Esteban y Barca de Alba fue abierta al tráfico el 8 de diciembre de 1887, lo que convirtió a la estación en un nudo ferroviario.
Como consecuencia de su estatégica posición, La Fuente de San Esteban-Boadilla tuvo un importante tráfico ferroviario y se convirtió en una parada de trenes internacionales. Este tipo de trenes, como el Surexpreso, realizaban la ruta París-Lisboa a través de Salamanca y La Fuente de San Esteban sin llegar a pasar por Madrid.
En 1928 las instalaciones pasaron a manos de la Compañía Nacional de los Ferrocarriles del Oeste, situación que se mantuvo hasta que en 1941, tras la nacionalización de todos los ferrocarriles de ancho ibérico, cuando se traspasaron a la recién creada RENFE. El 1 de enero de 1985 la línea La Fuente de San Esteban-Barca de Alba fue cerrada al tráfico debido a su baja rentabilidad económica, lo que supuso que la estación —cabecera de dicha línea— perdiera importancia y su condición de nudo ferroviario.
Desde enero de 2005 el ente Adif es el titular de las instalaciones ferroviarias, mientras que Renfe Operadora explota la línea.